# Philipp Hasselbach

Philipp Hasselbach als Redner auf einer Neonazi-Kundgebung am 27. März 2004 in Hamburg

Philipp Maximilian Hasselbach (* 12. Oktober 1987 in Essen) ist ein deutscher Neonazi und ein führender Kader der Freien Kameradschaftsszene, der besonders im Süden und Westen der Republik als Redner und Versammlungsleiter auf neonazistischen Kundgebungen auftritt.

## Werdegang in Nordrhein-Westfalen
Hasselbach wurde zunächst in der Neonazi-Szene von Essen aktiv und 2003 Anführer der neonazistisch einzuordnenden Kameradschaft „Josef Terboven“, benannt nach dem nationalsozialistischen Gauleiter für Essen und späteren Reichskommissar in Norwegen. Eine Zeit lang leitete Hasselbach auch den „Stützpunkt Essen“ des Kampfbundes Deutscher Sozialisten. Parallel trat er bundesweit als Redner auf zahlreichen Neonazi-Kundgebungen auf. Am 20. Oktober 2003 musste er eine Haftstrafe antreten, wobei das Amtsgericht Bottrop den Haftantritt verschoben hatte, um seinen Schulabschluss nicht zu gefährden. Bei einer Kundgebung vor wenigen Neonazis aus dem Umfeld der Freien Kameradschaften am 4. Oktober 2004 in Herne wurde er noch während seiner Ansprache wegen Verdachts der Volksverhetzung vorläufig festgenommen.

## Führender Neonazi-Kader in Süddeutschland
Anfang 2005 zog Hasselbach nach München und gründete hier zusammen mit Hayo Klettenhofer die Kameradschaft „Autonome Nationalisten München“. Beide arbeiteten zunächst eng mit einem weiteren damaligen Neonazi zusammen. Später kam es jedoch zu Meinungsverschiedenheiten. Hasselbach trat nun vor allem in Süddeutschland als Redner und Organisator von zahlreichen Neonazi-Kundgebungen auf. Des Weiteren nahm er Kontakt zu führenden Vertretern des österreichischen Rings Freiheitlicher Studenten (RFS) auf und diskutierte mit diesem unter anderem über eine zukünftige Radikalisierung der FPÖ unter Hinweis auf die radikale Parteijugend der NPD. Bekannt wurde zur selben Zeit auch seine Taktik, Kommunen mit der massenhaften Anmeldung von Demonstrationen zu drohen. Hasselbach war Direktkandidat der NPD zur Bundestagswahl 2009 für den Wahlkreis München-Land.
Darüber hinaus arbeitet Hasselbach sehr eng mit dem NPD-Bundestags-Direktkandidaten und Kameradschaftsführer (Freundeskreis Gilching) Ron Appelt zusammen.
Nach seiner Haftentlassung (siehe unten) Anfang Februar 2014 unterstützte Hasselbach den Münchner Kommunalwahlkampf der rechtsextremen Bürgerinitiative Ausländerstopp. An Hitlers 125. Geburtstag am 20. April 2014 gründete er zusammen mit Gesinnungsgenossen einen Kreisverband der Partei Die Rechte in München. Der Bayerische Verfassungsschutz geht davon aus, dass damit von Hasselbach eine Spaltung der Münchner Neonazi-Szene vorangetrieben wurde, denn jener Kreisverband („Die Rechte“) versteht sich als direkte Konkurrenz zu dem neonazistischen Dachverband Freies Netz Süd, aus dessen Reihen Ende März 2014 ein Münchner Stützpunkt der Partei „Der III. Weg“ gegründet wurde. Philipp Hasselbach gilt als Reizfigur innerhalb der rechtsextremen Szene.
Hasselbach ist Vorsitzender des Landesverbandes Bayern der Partei Die Rechte (Stand 2015).

## Funktionär der „Jungen Nationaldemokraten“ (JN)
Von Februar 2006 bis Ende April 2006 gehörte Hasselbach dem bayrischen Landesvorstand der NPD-Jugendorganisation „Junge Nationaldemokraten“ (JN) als Geschäftsführer und Schatzmeister an. Bei einer Sonderkonferenz der JN-Bayern im 30. April 2006 kam es zur Absetzung des alten Vorstandes um Mike Nwaiser, Philipp Hasselbach und Hayo Klettenhofer. Der Vorwurf lautete „finanzielle Misswirtschaft“. Zum neuen Landesvorsitzenden wurde in Anwesenheit bundespolitischer „Prominenz“ der Widersacher Hasselbachs gewählt.

## Gerichtsverfahren
Hasselbach ist mehrfach straffällig geworden. Am 13. November 2003 war er z. B. vom Amtsgericht Essen wegen gemeinschaftlich begangener gefährlicher Körperverletzung zu Arrest verurteilt worden. Am 18. Oktober 2006 verurteilte ihn das Amtsgericht München u. a. wegen mehrerer Körperverletzungsdelikte an Polizeibeamten, Volksverhetzung und wegen gewerbsmäßigen Betrugs zu einer Jugendfreiheitsstrafe von zwei Jahren auf Bewährung. Im August 2009 tauchten Fotos auf, die Hasselbach vor einer Hakenkreuz-Fahne zeigen, wobei er deutlich erkennbar den Hitlergruß zeigt. Am 16. Oktober 2009 stand Philipp Hasselbach dann wieder wegen einer Gewalttat vor Gericht. Hasselbach hatte das Objektiv eines Pressefotografen vollständig zerstört. Wegen vorsätzlicher Sachbeschädigung verhängte das Amtsgericht München gegen ihn eine Haftstrafe von drei Monaten ohne Bewährung, die später vom Landgericht München I in eine Haftstrafe von sechs Monaten umgewandelt wurde, welche aber vom Landgericht, trotz offener Bewährung Hasselbachs, erneut für drei Jahre zur Bewährung ausgesetzt wurde.
Im Juli 2010 wurde Hasselbach ein weiteres Mal verhaftet. Der Haftbefehl lautete auf gefährliche Körperverletzung. Zudem wurde Hasselbach Beleidigung, Hausfriedensbruch und Sachbeschädigung vorgeworfen. Konkret wurde er beschuldigt, an einem schweren Überfall auf einen Aussteiger aus der Neonazi-Szene beteiligt gewesen zu sein. Das Amtsgericht München verurteilte Hasselbach dafür zu einem Jahr und acht Monaten ohne Bewährung und widerrief außerdem die in früheren Urteilen ausgesetzte Bewährung. Insgesamt musste Hasselbach sodann eine Haftstrafe von rund dreieinhalb Jahren verbüßen.

## Bagida
Als ein anerkannter Ableger des Dresdner Vereins Pegida in Bayern gilt die Bagida, an deren Demonstration am 12. Januar 2015 in München Philipp Hasselbach teilnahm.